# 月讀宮
月讀宮（つきよみのみや）は、三重県伊勢市中村町にある神社。伊勢神宮皇大神宮（内宮）別宮。式内社。「月読宮」と略字表記される場合がある。
第62回神宮式年遷宮では、内宮の遷御の約1年後の2014年（平成26年）10月6日午後8時に遷御が行われた。

## 祭神
月讀尊（つきよみのみこと）-  月読宮（つきよみのみや）向って右から二つ目の拝殿。
月読尊荒御魂（つきよみのみことのあらみたま） -  月読荒御魂宮（つきよみあらみたまのみや）向って一番右の拝殿。
伊弉諾尊（いざなぎのみこと） -  伊佐奈岐宮（いざなぎのみや）向って右から三つ目の拝殿。
伊弉冉尊（いざなみのみこと） -  伊佐奈弥宮（いざなみのみや）向って一番左の拝殿。

## 概要

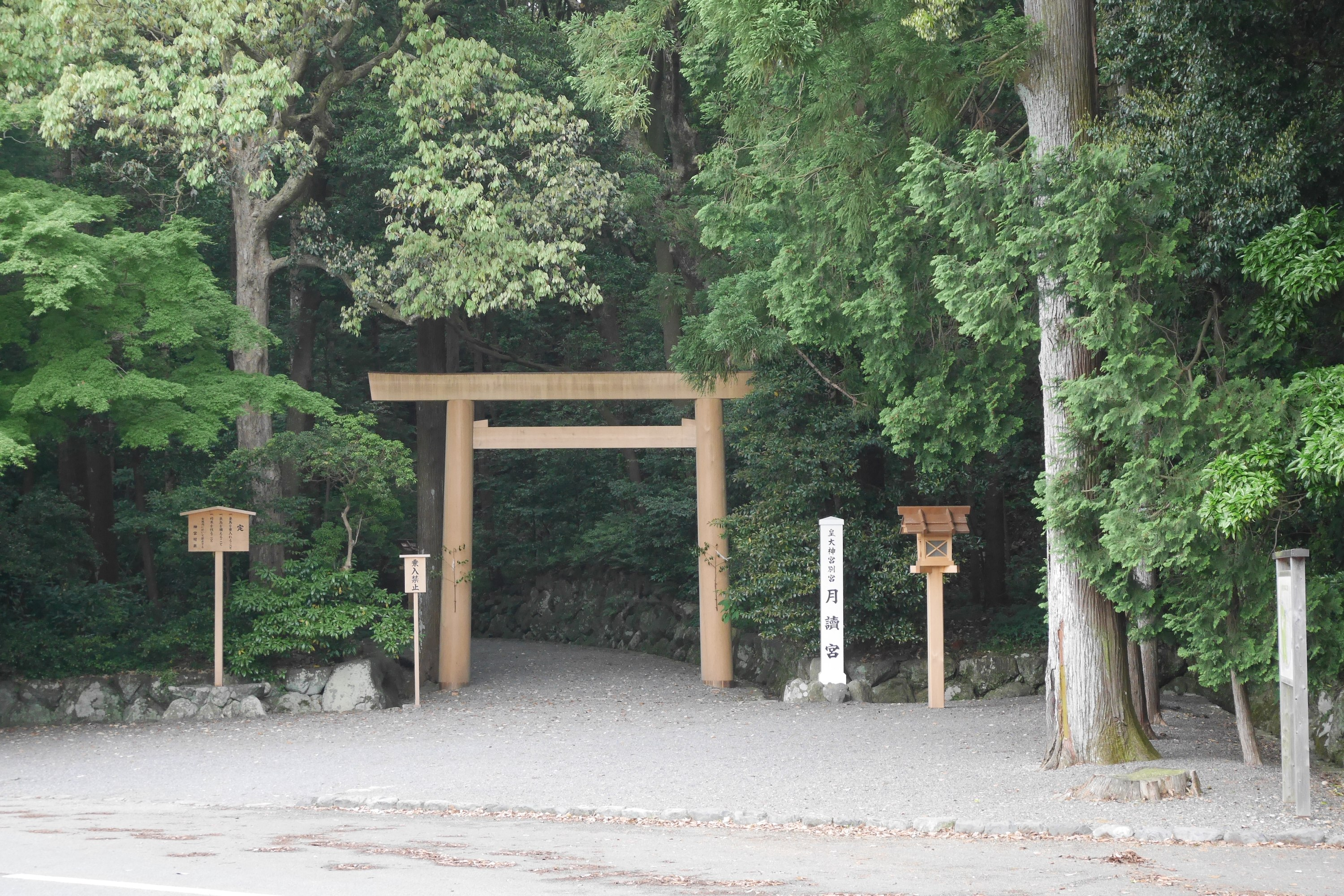
表参道口の鳥居

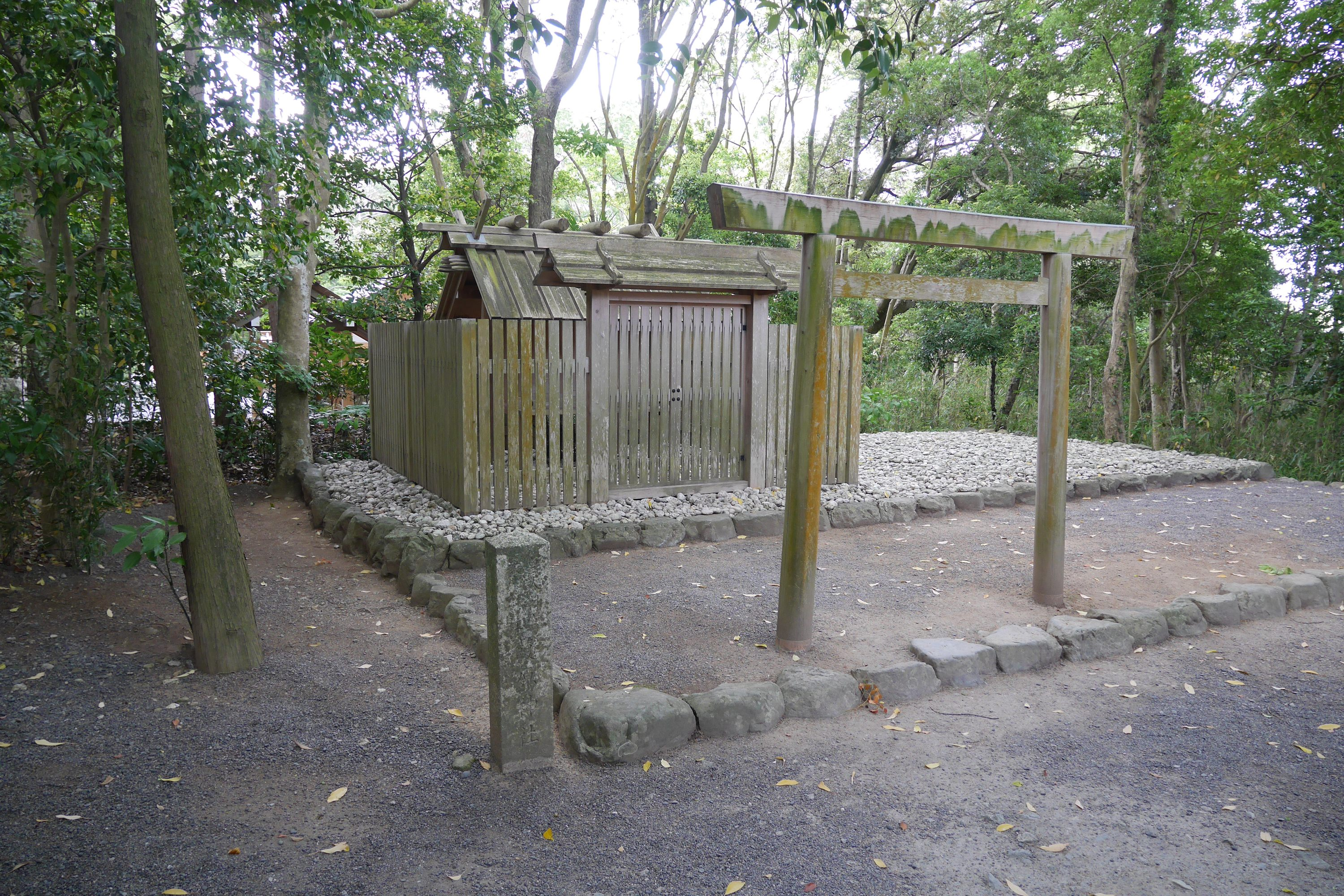
内宮末社の葭原神社

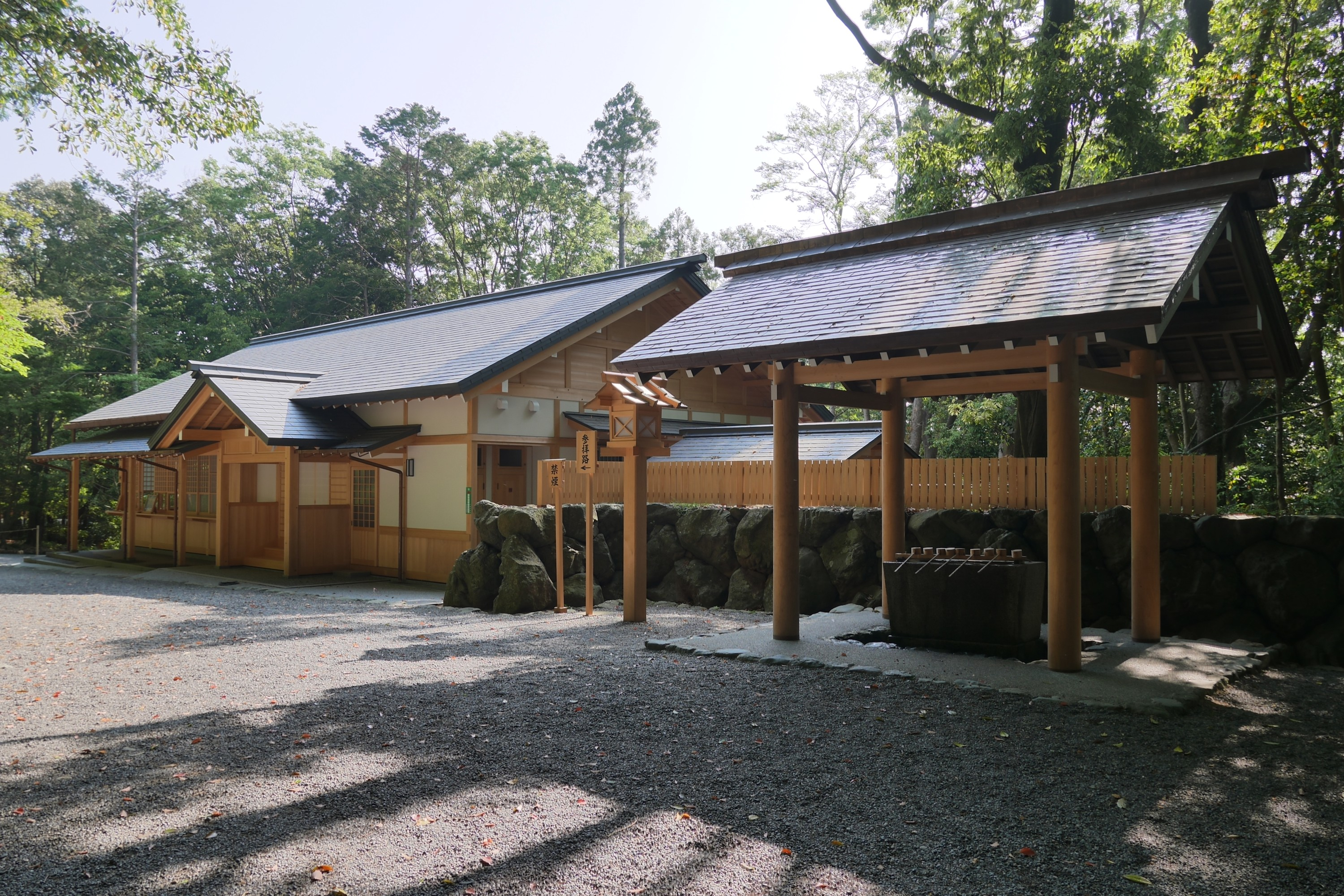
手水舍と宿衛屋

月讀宮は豊受大神宮（外宮）から約3.8km、皇大神宮（内宮）から約1.8kmの五十鈴川中流域の中村町にある内宮別宮である。祭神は月讀尊（つきよみのみこと）。「つきよみさん」とも呼ばれるが、同じく「つきよみさん」と呼ばれる外宮別宮の月夜見宮の祭神「月夜見尊」は本別宮と同じ神とされている。
宮域には同じく内宮別宮の、月讀尊の魂を祭神とする月讀荒御魂宮（つきよみのあらみたまのみや）、伊弉諾尊（いざなぎのみこと）を祭神とする伊佐奈岐宮（いざなぎのみや）、伊弉冉尊（いざなみのみこと）を祭神とする伊佐奈弥宮（いざなみのみや）の3社がある。複数の社殿が並ぶ別宮は月讀宮以外では瀧原宮の2社のみで、社殿は荒祭宮以外の内宮の他の別宮と同等で、正宮に比べれば小規模であるものの、神明造の社殿が4つ並ぶ様は壮観である。月讀荒御魂宮は2014年（平成26年）10月6日午後10時、伊佐奈岐宮・伊佐奈弥宮は10月10日に遷御を催行した。2014年（平成26年）に解体された月讀荒御魂宮の古材は、2012年（平成24年）に火災で本殿を焼失した栃木県足利市緑町の八雲神社へ譲られた。
向かって右（東）から月讀荒御魂宮、月讀宮、伊佐奈岐宮、伊佐奈弥宮と並んでいるが、参拝は月讀宮-月讀荒御魂宮-伊佐奈岐宮-伊佐奈弥宮の順が正しいとされる。
最高神天照大神（あまてらすおおみかみ）の弟神の月讀尊が祭神であることから、内宮別宮としては天照大神の魂を祭神とする荒祭宮（あらまつりのみや）に次ぐ順位で、内宮宮域外の別宮としては最高位の別宮である。
宮域には上記別宮4社のほかに、内宮末社の葭原神社（あしはらじんじゃ）がある。ほかの境外別宮と同様に、神職が参拝時間内に常駐する宿衛屋（しゅくえいや）があり、お札・お守りの授与や、神楽や御饌の取次ぎを行なっている。

## 歴史
由緒は定かではないが、第50代桓武天皇の延暦23年（804年）の大神宮儀式帳に「月讀宮一院、正殿四区」で、一囲の瑞垣内に祀られていたと記されており、別宮4社あわせて「月讀宮」と呼ばれていた。第56代清和天皇の貞観9年（867年）8月に伊佐奈岐宮と伊佐奈弥宮の宮号が与えられた。
第60代醍醐天皇の延長5年（927年）の延喜式によれば、この時代には伊佐奈岐宮と伊佐奈弥宮に瑞垣をめぐらし一院とし、月讀宮と月讀荒御魂宮が同様に一院となっていたとされる。1873年（明治6年）より、4社とも個別の瑞垣を持つ現在の形になった。

## 祭事
皇大神宮に準じた祭事が行なわれ、祈年、月次、神嘗、新嘗の諸祭には皇室からの幣帛（へいはく）がある。
- 1月
  - 歳旦祭（さいたんさい）（1月1日） 新年を祝い、皇位の無窮を祈る祭り。
  - 元始祭（げんしさい）（1月3日） 年始にあたり、天津日嗣（あまつひつぎ）の本始を祝う祭り。

- 2月
  - 建国記念祭（けんこくきねんさい）（2月11日） 神武天皇の建国の創祀を祝う祭り。
  - 祈年祭（きねんさい）（2月18日） 年の初めに穀物の豊穣と国家の安泰を祈る祭り。
  - 天長祭（てんちょうさい）（2月23日）徳仁天皇の誕生日を祝う祭り。

- 5月
  - 風日祈祭（かざひのみさい）（5月14日） 外宮内宮のほか、別宮末社摂社などに幣帛を供進し、風雨の災いなく五穀豊穣であるように祈る神事。

- 6月
  - 月次祭（つきなみさい）（6月18-19日） 6月と12月の11日に国家の平安と天皇の福寿を祈った祭り。神宮では神嘗祭と合わせて三節祭または三時祭と呼ぶ。

- 8月
  - 風日祈祭（かざひのみさい）（8月4日） 外宮内宮のほか、別宮末社摂社などに幣帛を供進し、風雨の災いなく五穀豊穣であるように祈る神事。

- 10月
  - 神嘗祭（かんなめさい）（10月18-19日） 神官がその年に収穫された穀物を「大御饌（おおみけ）」として奉献する祭り。

- 11月
  - 新嘗祭（にいなめさい）（11月24日） 天皇がその年に収穫された穀物を神に供えるとともに自らも食し、収穫を感謝する祭り。

- 12月
  - 月次祭（つきなみさい）（12月18-19日）

## 境内

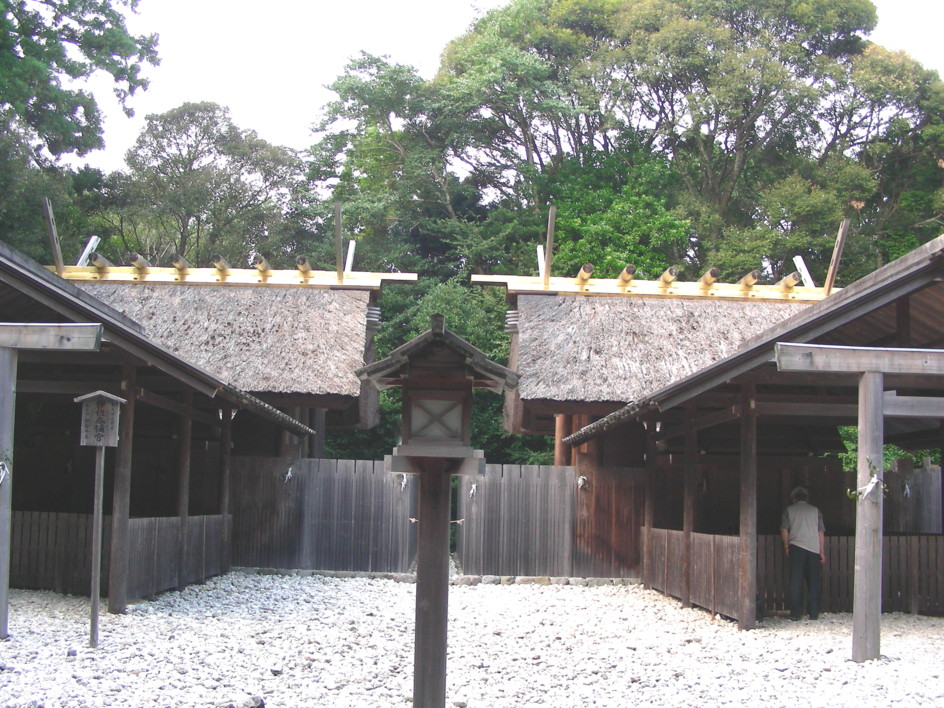
伊佐奈岐宮と伊佐奈弥宮

別宮4社の社殿はほぼ同じで、祭神が男神か女神かに関係なく内宮に準じ、内削ぎの千木と、6本で偶数の鰹木を持つ萱葺の神明造で南面している。遷宮のための古殿地は通常は東西に隣接するが、月讀宮は南北であり隣接していない。月讀宮の社殿はほかの3社より若干大きく、鳥居も大きい。
- 月讀宮 - 伊勢神宮皇大神宮（内宮）別宮。内宮宮域外の別宮としては最高位の別宮。
- 月讀荒御魂宮 - 祭神：月讀尊荒御魂（つきよみのみことのあらみたま）。皇大神宮（内宮）別宮。
- 伊佐奈岐宮 - 祭神：伊弉諾尊。皇大神宮（内宮）別宮。
- 伊佐奈弥宮 - 祭神：伊弉冉尊。皇大神宮（内宮）別宮。
- 葭原神社 - 祭神：佐佐津比古命（ささつひこのみこと）、宇加乃御玉御祖命（うかのみたまのみおやのみこと）、伊加利比売命（いかりひめのみこと）。祭神はいずれも田畑を守護する五穀の神とされる。皇大神宮（内宮）末社。葭原神社は内宮に準じ、内削ぎの千木と偶数の4本の鰹木に板葺の神明造である。
- 宿衛屋

## 交通
- 最寄駅：近鉄鳥羽線五十鈴川駅から南へ徒歩約10分

JR参宮線伊勢市駅から徒歩約1時間
- 最寄バス停：三重交通51系統・外宮内宮線、中村町バス停下車徒歩約5分
- 最寄インターチェンジ：伊勢自動車道伊勢インターチェンジから約1km
- 一般道路：三重県道37号鳥羽松阪線（御幸道路）沿い（表参道口）、国道23号沿い（裏参道口）
- 駐車場：国道側にバスも置ける大きな駐車場があるが、県道側にも数台駐車できる。

## 参考資料
- 『月讀宮以下四別宮参拝のしおり』（発行：神宮司庁）
- 『お伊勢さんを歩こう』（発行：伊勢神宮崇敬会）
- 『お伊勢まいり』（発行：伊勢神宮崇敬会）